# Manden der fik lov at gå
Manden der fik lov at gå  (Færøsk titel: Maðurin ið slapp at fara, Engelsk titel: The man who was allowed to leave) er en færøsk film fra 1995 instrueret og skrevet af Katrin Ottarsdóttir. Filmen foregår på Færøerne. Filmholdet består af færinger og danskere.

## Plot
Et ældre ægtepar bliver sat på en hård prøve, da manden føler sig tiltrukket af en langt yngre kvinde. Hvad gør man, når ens mand - efter et langt samliv i harmoni og troskab - pludselig vil forlade en til fordel for en anden kvinde? Den svigtede kone bliver hverken gal eller ked af det, men synes derimod at manden bare skal have lov til at gå. Han skal nok blive klogere og komme tilbage til lillemor igen. Hun får ret - men tingene udvikler sig dog anderledes, end hun havde forestillet sig.

## Medvirkende
- Adelborg Linklett
- Sverri Egholm
- Eyð Matras
- Hilmar Joensen
- Nora Bærentsen
- Kári D. Petersen
- Anneli Aeristos

## Supplerende oplysninger
- Lys: Niels Dose
- Produktionsdesign: Per Flink Basse
- Kostumer: Edward Fuglø
- Makeup: Jákup Eið
- Lyd: Jón Mac Birnie (lyd), Bjarni Rubeksen (toneassistent), Morten Degnbol (lydmix)
- Scripter: Jane Graun
- TV-premiere DR: 21.09.1995
- Finansiering: Med støtte fra Danmarks Radio TV1, NRK, Sverige Television SVT2, Ríkisútvarpið Sjónvarp m.fl.